# Liquid-crystal display
Een liquid-crystal display (lcd, Engels voor vloeibaarkristalscherm) is een plat beeldscherm met een laag energieverbruik. Hierdoor zijn lcd’s bij uitstek geschikt om te gebruiken in platte elektronische apparatuur of in draagbare apparaten die een batterij met beperkte capaciteit hebben.

## Globale werking

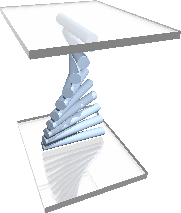
Kristalmoleculen tussen twee glasplaatjes.

De werking berust op het effect dat de vloeibare kristallen in het display in staat zijn om de polarisatierichting van licht te draaien. Als er een elektrische spanning op wordt gezet, wordt de polarisatie niet gedraaid.
Het vloeibare kristal bestaat uit staafvormige complexe moleculen die in onderlinge interactie een spiraalstructuur aannemen waarbij elk molecuul een stukje gedraaid ligt ten opzichte van het onderliggende molecuul.
Wanneer dit vloeibaar kristal eindigt in een polarisatierichting die niet door de laatste polarisatiefilter kan is de subpixel zwart (er straalt geen licht af), hoe minder licht door de filter komt hoe donkerder de tint, de kleur van de subpixel wordt hier niet door beïnvloed maar de hoeveelheid kleur wel, doordat 3 (of 4) subpixels samenwerken neemt de pixel een mengkleur aan met een bepaalde hoeveelheid van elke kleur. 

## Typen
Er bestaan verschillende soorten lcd's. Ten eerste kan een onderscheid gemaakt worden tussen passieve matrix- en actieve matrix-lcd's. Schermen uit de laatste categorie zijn over het algemeen de zogenaamde thin-film transistor (tft) en low-temperature polycrystalline silicon displays (ltps). Thin-film diode (tfd) is een minder vaak voorkomend type actieve matrixdisplays.
De passieve displays kunnen voorkomen in zwart-wit, met grijstinten of in kleur. Daarnaast kan een display reflectief zijn (waarbij gebruikgemaakt wordt van weerkaatsing van omgevingslicht met behulp van een spiegel in de lcd-cel, bijvoorbeeld in rekenmachines), of transmissief (met een kunstmatige CCFL-lichtbron achter het display, bijvoorbeeld in laptops) of een combinatie van beide (transflectief, zoals in mobiele telefoons, waarbij gebruik wordt gemaakt van een halfdoorlatende spiegel of een spiegel met gaatjes).

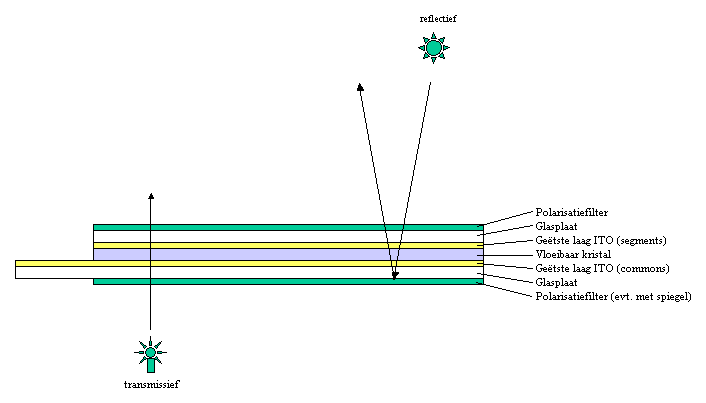
Schematische doorsnede van een lcd-paneel

## Opbouw

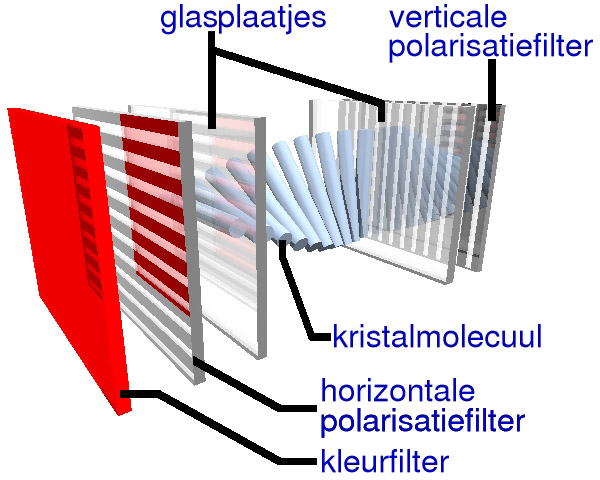
Een subpixel van een lcd (elektroden zijn weggelaten)

De lcd-cel bestaat uit twee glasplaten die met een fotolithografieproces voorzien zijn van elektroden van indiumtinoxide (ITO). Daartussenin zit een laagje vloeibaar kristal. Aan de buitenzijden van de cel zitten twee polarisatiefilters geplakt. In het geval van een reflectief of transflectief display zit er nog een spiegel in de cel, of is deze geïntegreerd in het achterste polarisatiefilter.

## Principe van lcd

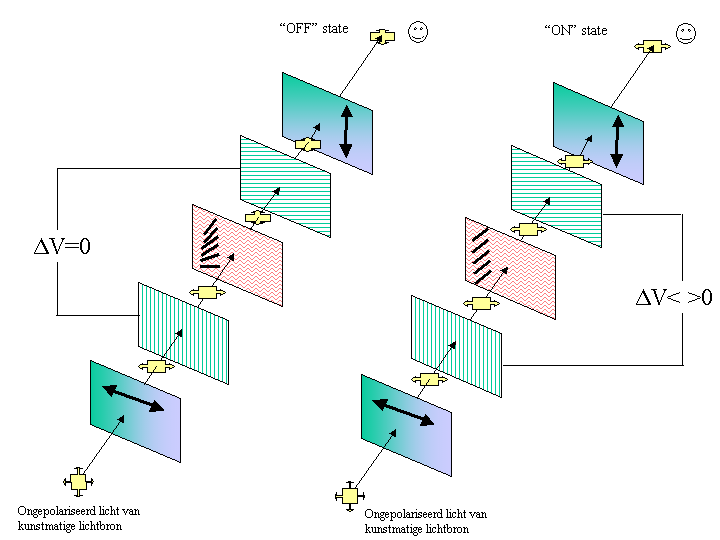
Het principe van de lcd uitgelegd aan de hand van een transmissief zwart-witdisplay.

We volgen de lichtstraal vanaf de kunstmatige lichtbron in het geval er geen spanning over de elektroden staat. De LC-moleculen zijn in hun natuurlijke gedraaide toestand. Het invallende licht is ongepolariseerd licht. Wanneer de lichtstraal het polarisatiefilter passeert wordt alleen het licht met één specifieke polarisatierichting doorgelaten. Er gaat hierbij dus een hoop licht verloren. Het uittredende licht is dus gepolariseerd. Vervolgens passeert de lichtstraal via de glasplaat het LC, waardoor de polarisatierichting wordt veranderd door de gedraaide structuur van het LC. Via de tweede glasplaat komt het licht bij een tweede polarisatiefilter dat wederom alleen licht doorlaat met één bepaalde polarisatierichting. Wanneer dit overeenkomt met de polarisatierichting van het licht uit de LC, dan zal er in totaal dus een hoeveelheid licht door de lcd-cel zijn gepasseerd en kan de waarnemer "licht" zien. In een reflectief display gaat het teruggekaatste licht zonder problemen terug via het polarisatiefilter, omdat de polarisatierichting van het licht overeenkomt met die van het filter.
Stel nu dat er een potentiaalverschil over de LC-laag staat, dan wordt de gedraaide structuur van de LC-moleculen verstoord en zullen ze zich allemaal richten (vanwege hun eigen elektrische lading) naar het opgelegde elektrische veld. Om te voorkomen dat de moleculen zich naar één elektrode bewegen wordt een wisselspanning opgelegd. Het licht zal nu niet van polarisatierichting worden veranderd en zal dus het tweede filter niet kunnen passeren en dus zal de waarnemer "zwart" zien. Dit effect kan ook omgedraaid worden door juist als tweede polarisatiefilter er een te kiezen dat geen licht doorlaat dat getwist is en wel licht van een andere polarisatierichting. Dan zal de waarnemer in de "uit-toestand" zwart zien en in de "aan-toestand" licht. Dit laatste is gebruikelijk bij kleurendisplays, terwijl in zwart-witdisplays de uit-toestand vaak "wit" is.
Door op de onderste glasplaat verticale ITO-banen te etsen ("commons") en op de bovenste plaat horizontale banen ("segments") komt er een raster van ITO-sporen waarmee op elk kruispunt een spanning opgelegd kan worden. Zo worden de pixels gecreëerd die elk afzonderlijk aan of uit kunnen worden gezet. Dit wordt aangestuurd door een chip, die vaak op de onderste glasplaat is gezet of op een extern stukje folie of PCB.

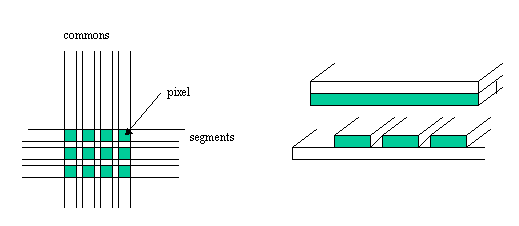

In het geval van een reflectief display (of een transflectief display dat in de reflectieve modus werkt) passeert het opvallende licht de cel tweemaal. In dat geval wordt alleen gebruikgemaakt van het bovenste polarisatiefilter.
Als elk pixel op meerdere spanningsniveaus kan worden aangestuurd, kunnen verschillende grijstinten worden opgewekt. Dit is ook nodig als bij een kleurendisplay een hoog aantal kleuren gewenst is.
Om een kleurendisplay te maken moet elk pixel in drieën worden gesplitst (subpixels). Er moeten dan drie keer zoveel "commons" gemaakt worden, en daarbij moet in de cel een kleurenfilter worden geplaatst dat elk van de drie subpixels ofwel rood, ofwel groen ofwel blauw kleurt. Om een hoger aantal kleuren te genereren zijn per subpixel meerdere grijswaarden noodzakelijk.
De vloeibare kristallen zijn giftig. Als een lcd-scherm stukvalt, kan men het beste handschoenen gebruiken bij het opruimen.